# Iden (Kalender)
Als lateinisch Īdūs (Ēdūs, Eidūs), inschriftliche Kurzform EID, waren bestimmte Tage in den Fasti (Gerichtstagen) des römischen Kalenders eingetragen. Im Martius (März), Maius (Mai), Quintilis (Juli) und October (Oktober) fielen sie auf den 15., in den anderen Monaten auf den 13. Tag des Monats. Laut Varro hieß der Tag bei den Etruskern Itus, während die Sabiner ihn Idus nannten. Die Iden waren neben den Kalenden, Nonen und Terminalien einer der vier feststehenden Feiertage, die jeder Monat des römischen Kalenders hatte. Diese vier Feiertage bezeichneten ursprünglich die Mondviertel (Kalenden: Neumond, Iden: Vollmond, Nonen und Terminalien: zunehmender bzw. abnehmender Halbmond).
Das Wort Iden wird als Pluraletantum im Deutschen wie Idus im Lateinischen nur im Plural verwendet; daneben wird im Deutschen gelegentlich auch die lateinische Lautung Idus [ˈiːduːs] gebraucht, die ebenfalls nur im Plural verwendet wird. Alle monatlichen Iden waren automatisch „NP-Tage“, da die Iden der Gottheit Jupiter galten.
Besondere Berühmtheit erlangten die Iden des März (15. März) 44 v. Chr., an denen sich die Ermordung Caesars ereignet hat. Plutarch und Sueton überliefern die Warnung des Haruspex Spurinna an Caesar, diesem drohe eine Gefahr, die nicht über die Iden des März hinaus auf sich warten lasse.